# 中衛市
中衛市（ちゅうえい-し）は中華人民共和国寧夏回族自治区に位置する地級市。トングリ砂漠（騰格里沙漠）の南に位置し、沙坡頭観光区がある。

## 歴史
2004年に中衛市の設立。

## 地理
寧夏回族自治区の中部に位置し、呉忠市、固原市、内モンゴル自治区、甘粛省に接する。

## 行政区画
1市轄区・2県を管轄する。
- 市轄区：
  - 沙坡頭区
- 県：
  - 中寧県・海原県

| 中衛市の地図           |
| ---------------------- |
| 沙坡頭区 中寧県 海原県 |

### 年表
この節の出典
- 2003年12月31日 - 寧夏回族自治区呉忠市中衛県が地級市の中衛市に昇格。沙坡頭区を設置。(1区2県)
  - 呉忠市中寧県、固原市海原県を編入。
  - 呉忠市同心県の一部が中寧県に編入。
- 2006年10月27日 - 中寧県の一部が呉忠市青銅峡市に編入。(1区2県)
- 2008年2月18日 (1区2県)
  - 海原県の一部が沙坡頭区に編入。
  - 固原市原州区の一部が海原県に編入。
- 2008年9月11日 (1区2県)
  - 海原県の一部が中寧県、呉忠市同心県に分割編入。
  - 固原市原州区の一部が海原県に編入。

## 交通
- 鉄道
  - 包蘭線（内モンゴル自治区包頭市 - 甘粛省蘭州市）
  - 宝中線（陝西省宝鶏市 - 甘粛省平涼市 - 中衛市）
- 道路
  - 石中高速道路
  - 烏瑪高速道路[3]
- 航空
  - 中衛香山空港